# 卡里奧卡體育館1
卡里奧卡體育館1（葡萄牙語：Arena Carioca 1）是一座位於巴西里約熱內盧西區巴拉達蒂茹卡的室內體育館。2016年夏季奧林匹克運動會籃球比賽、2016年夏季帕拉林匹克運動會輪椅籃球和輪椅橄欖球比賽都將於此舉行。卡里奧卡體育館1與其它座落於巴拉奧林匹克公園的場館將在奧運後轉變成奧運訓練中心的一部分。